# Lynn Colella
Lynn Ann Colella (Seattle, 13 giugno 1950) è un'ex nuotatrice statunitense.

## Carriera
Vinse la medaglia d'argento nei 200 m farfalla alle Olimpiadi di Monaco di Baviera 1972.

## Palmarès
- Giochi olimpici estivi

Monaco di Baviera 1972: argento nei 200 m farfalla.
- Mondiali

Belgrado 1973: bronzo nei 200 m rana e nei 200 m farfalla.
- Giochi Panamericani

Cali 1971: oro nei 200 m rana e nei 200 m farfalla, argento nella 4 × 100 m misti e bronzo nei 100 m rana.
- Universiadi

Torino 1970: oro nei 100 m farfalla, 200 m misti e 4 × 100 m misti.